# Hong Kong 125 Open
L'Hong Kong 125 Open è un torneo professionistico di tennis giocato sul cemento del Victoria Park Tennis Stadium di Hong Kong in Cina dal 2024. Il torneo fa parte della categoria WTA 125.
Il torneo è anche conosciuto come Prudential Hong Kong Tennis 125 per motivi di sponsorizzazione.

## Albo d'oro

### Singolare
| Anno | Categoria | Campionessa      | Finalista    | Punteggio     |
| ---- | --------- | ---------------- | ------------ | ------------- |
| 2024 | WTA 125   | Ajla Tomljanović | Clara Tauson | 4-6, 6-4, 6-4 |

### Doppio femminile
| Anno | Categoria | Campionesse                          | Finaliste                  | Punteggio        |
| ---- | --------- | ------------------------------------ | -------------------------- | ---------------- |
| 2024 | WTA 125   | Monica Niculescu Elena-Gabriela Ruse | Nao Hibino Makoto Ninomiya | 6-3, 5-7, [10-5] |